# Pinanga paradoxa
Pinanga paradoxa är en enhjärtbladig växtart som först beskrevs av William Griffiths, och fick sitt nu gällande namn av Rudolph Herman Scheffer. Pinanga paradoxa ingår i släktet Pinanga och familjen Arecaceae.

## Underarter
Arten delas in i följande underarter:
- P. p. paradoxa
- P. p. unicostata